# 1283

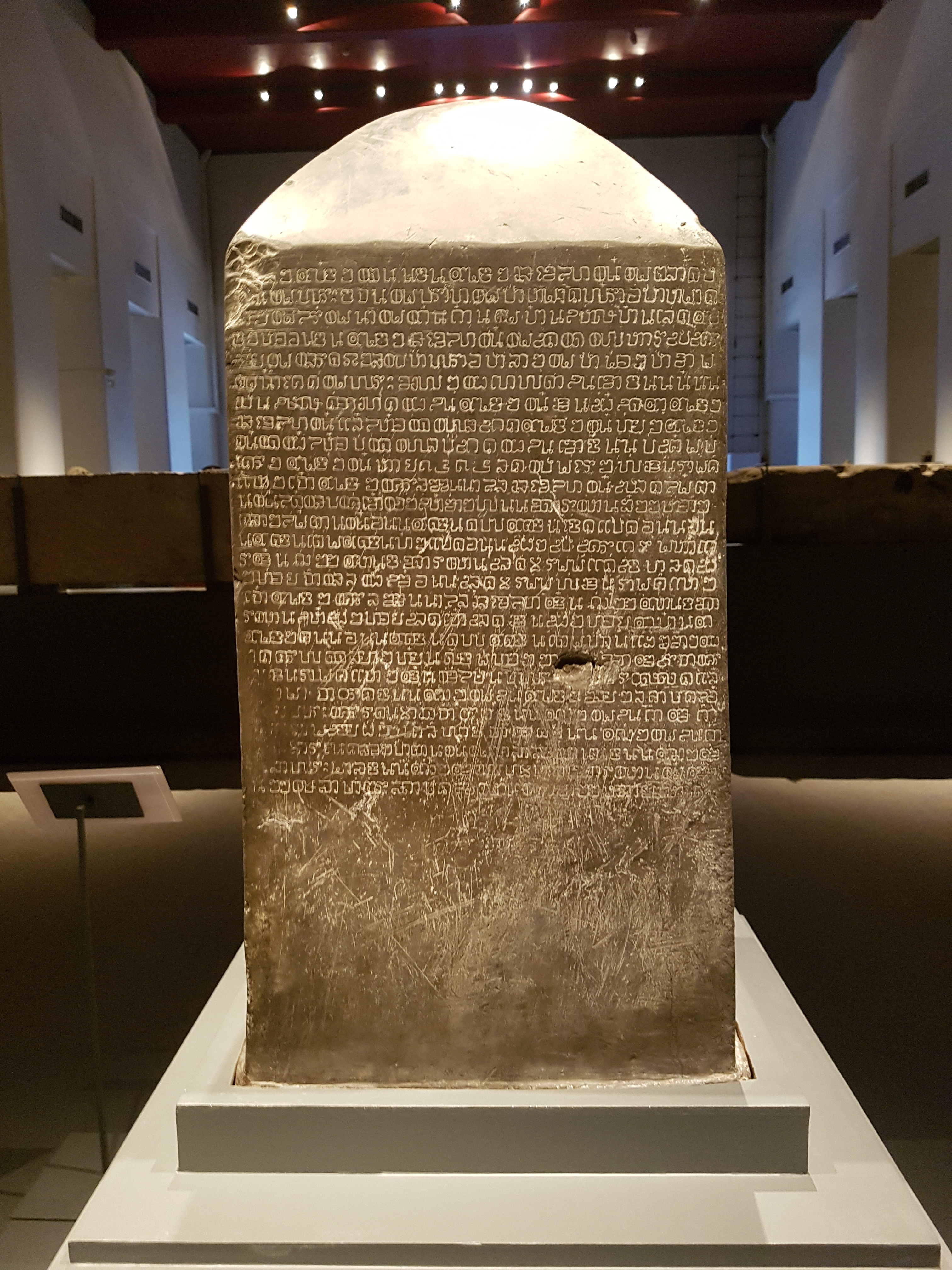
De Ramkhamhaeng-stèle, volgens sommigen de oudste Thaise inscriptie, volgens anderen een 19e-eeuwse vervalsing

Het jaar 1283 is het 83e jaar in de 13e eeuw volgens de christelijke jaartelling.

## Gebeurtenissen
- juni - Dood van Irmgard van Limburg. Er breekt de Limburgse Successieoorlog uit tussen haar echtgenoot Reinoud I van Gelre en Jan I van Brabant, die de claim had overgekocht van Irmgards oom Adolf IV van Berg.
- Dafydd ap Gruffudd, de laatste prins van Wales, wordt door een Engels parlement dat in de Engels-Welshe grensstad Shrewsbury
 is samengekomen, ter dood veroordeeld en gruwelijk terechtgesteld. De Engelse koning Eduard brengt Gwynedd onder direct bezit van de kroon. Dit geldt als het einde van de (semi-)onafhankelijkheid van Wales.

zonder datum
- Karel van Anjou stelt Peter III van Aragon voor hun conflict over Sicilië in een duel te beslissen. Peter stemt toe, maar door omstandigheden vindt het duel toch niet plaats. (zie ook Siciliaanse Vespers)
- Verdrag van Rheinfelden: De opvolging in het Huis Habsburg wordt geregeld. Oostenrijk, het voorgaande jaar geschonken aan Albrecht I en Rudolf II, zonen van koning Rudolf I, komt nu slechts aan eerstgenoemde. Rudolf II krijgt de Habsburgse stamlanden en wordt benoemd in het vacante hertogdom Zwaben.
- Bisschop Jan van Nassau van Utrecht probeert zich met behulp van de IJsselsteden alsnog van de greep van Holland te bevrijden.
- Het Thais alfabet wordt gecreëerd door koning Ramkhamhaeng. (traditionele datum)
- Guiyang wordt gesticht.
- In Padua wordt een skelet gevonden van een man van reusachtige afmetingen. Rechter Lovato Lovati komt tot de slotsom dat het hier moet gaan om de legendarische stichter van de stad, Antenor.
- Nieuwpoort krijgt stadsrechten.
- De Grote Waard ontstaat na afdamming van de Maas bij Heusden en Maasdam, en het aanleggen van een ringdijk.
- oudst bekende vermelding: Rivne

## Kunst en literatuur
- Het Libro de los juegos, een boek over spelletjes geschreven in opdracht van Alfons X van Castilië, wordt voltooid. (jaartal bij benadering)

## Opvolging
- patriarch van Antiochië (Syrisch) - Philoxenos I Nemrud als opvolger van Ignatius IV Yeshu
- patriarch van Constantinopel - Gregorius II Cyprius als opvolger van Johannes XI Bekkos
- Duitse Orde - Burchard van Schwanden als opvolger van Hartman van Heldrungen
- Limburg - Irmgard opgevolgd door haar echtgenoot Reinoud I van Gelre
- Moravië - koning Rudolf I opgevolgd door Wenceslaus II van Bohemen

## Afbeeldingen

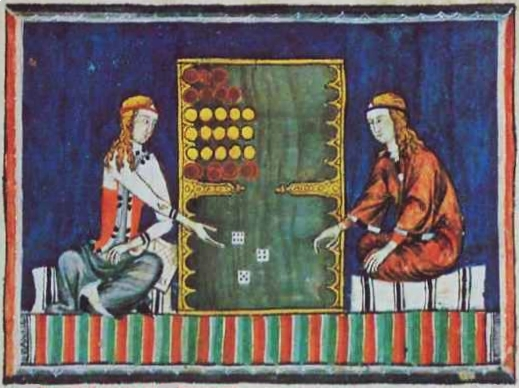
Een bordspel uit het Libro de los juegos
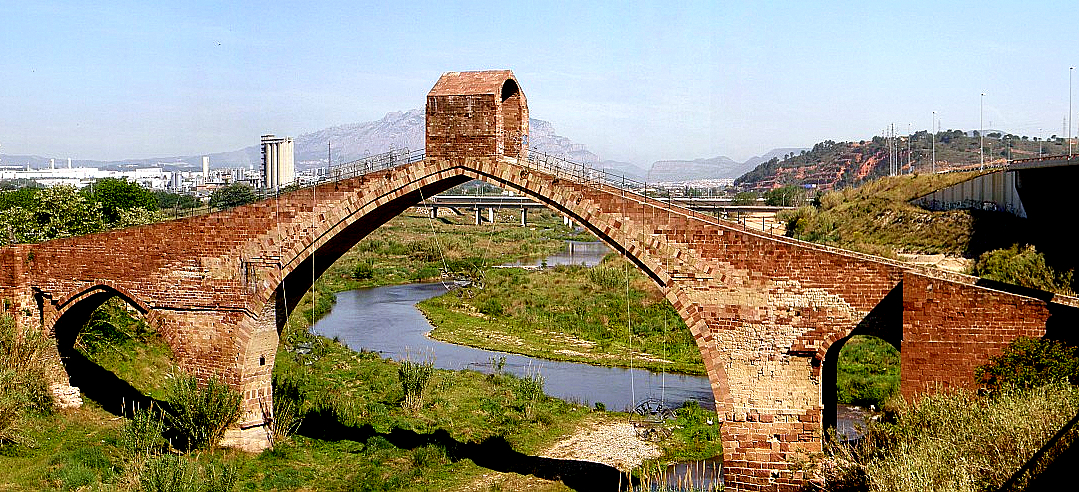
Pont del Diable, gebouwd 1283
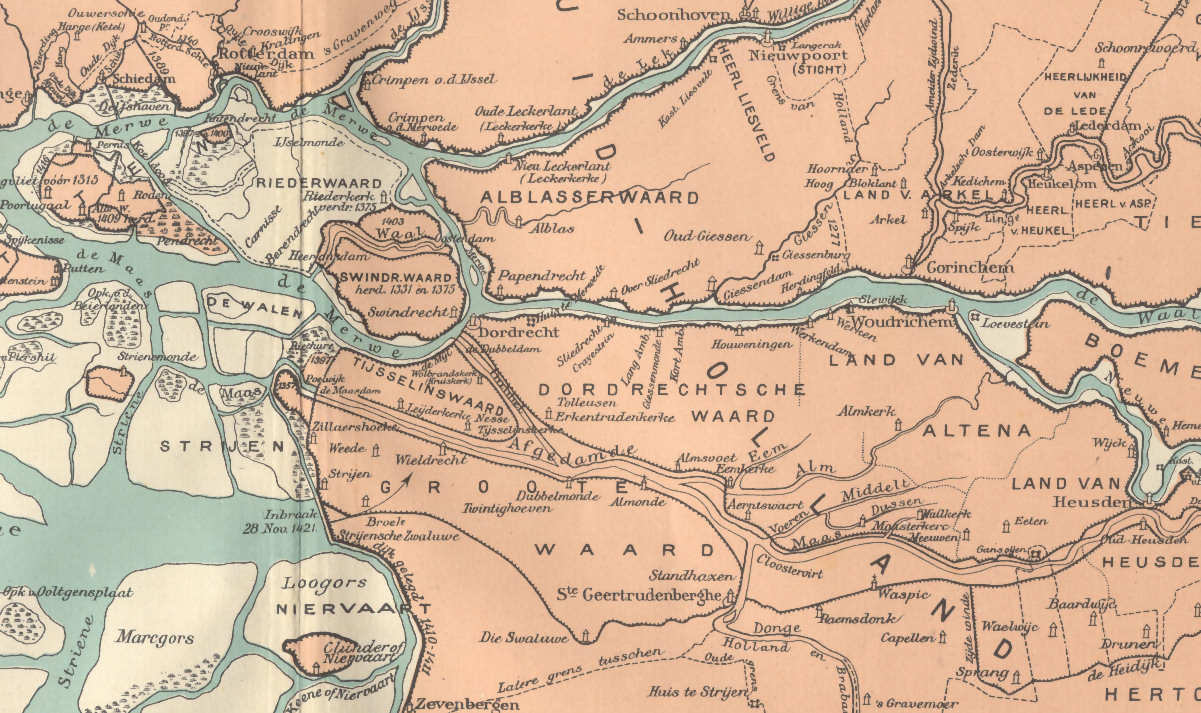
Groote Waard op een kaart uit 1421

## Geboren
- 9 april - Margaretha, koningin van Schotland (1286-1290)
- Khädrub Dragpa Sengge, Tibetaans geestelijke
- Edward Balliol, Schots troonpretendent (jaartal bij benadering)
- Reinoud van Valkenburg, Duits edelman (jaartal bij benadering)

## Overleden
- 9 januari - Wen Tianxiang (46), Chinees generaal
- 17 januari - Alexander (19), kroonprins van Schotland
- 9 april - Margaretha van Schotland (22), echtgenote van Erik II van Noorwegen
- 3 oktober - Dafydd ap Gruffydd, Welsh prins
- 15 december - Filips I van Courtenay (~40), titulair Latijns keizer van Constantinopel
- Irmgard, hertogin van Limburg
- Karma Paksha (~79), Tibetaans geestelijke
- Yolande van Vianden (~52), Luxemburgs geestelijke